# Nempnett Thrubwell
Nempnett Thrubwell est une paroisse civile et un village du Somerset, en Angleterre.